# Bojan (Rapper)
Bojan (* 28. Oktober 1994 in Wuppertal; bürgerlich Bojan Novicic) ist ein deutscher Rapper serbisch-bosnischer Abstammung aus Dortmund. Bis August 2021 trat er unter dem Namen Play69 in Erscheinung. Er steht seit August 2021 bei Samras Label Cataleya Edition unter Vertrag.

## Leben und Karriere
Bojan Novicic kam als Sohn eines serbischen Vaters und einer bosnischen Mutter in Wuppertal auf die Welt. Später migrierte er mit seiner Familie nach Bosnien, von wo sie nach Deutschland flüchtete. Er kam nach Dortmund, wo er im Bezirk Innenstadt-Nord aufwuchs.
Novicic rappt nach eigenen Angaben seit 2008. Er veröffentlichte 2016 sein Debütalbum Aslan über das Independent-Label Supremos Records. 2018 veröffentlichte er sein zweites Album Babylon auf dem Label Helal Money Entertainment, das Platz 10 der deutschen Charts erreichte. Seit 2020 ist er nicht mehr bei Helal Money Entertainment unter Vertrag. Im August 2021 hatte er unter dem Namen Bojan bei Samras Label Cataleya Edition sein Comeback.

## Diskografie

### Alben
| Jahr       | Titel                      | Höchstplatzierung, Gesamtwochen, AuszeichnungChartplatzierungen (Jahr, Titel, Platzierungen, Wochen, Auszeichnungen, Anmerkungen) | Höchstplatzierung, Gesamtwochen, AuszeichnungChartplatzierungen (Jahr, Titel, Platzierungen, Wochen, Auszeichnungen, Anmerkungen) | Höchstplatzierung, Gesamtwochen, AuszeichnungChartplatzierungen (Jahr, Titel, Platzierungen, Wochen, Auszeichnungen, Anmerkungen) | Anmerkungen                                           |
| Jahr       | Titel                      | DE | AT | CH | Anmerkungen                                           |
| ---------- | -------------------------- | --- | --- | --- | ----------------------------------------------------- |
| als Play69 |                            | | | |                                                       |
|            |                            | | | |                                                       |
| 2018       | Babylon                    | DE10 (2 Wo.)DE | AT23 (1 Wo.)AT | CH20 (2 Wo.)CH | Erstveröffentlichung: 12. Januar 2018                 |
| 2019       | Kugelsicherer Jugendlicher | DE9 (1 Wo.)DE | AT22 (1 Wo.)AT | CH17 (1 Wo.)CH | Erstveröffentlichung: 29. März 2019                   |
| 2020       | ASAP                       | DE45 (1 Wo.)DE | — | — | Erstveröffentlichung: 28. Februar 2020 mit Sipo       |
| 2021       | Babylon II                 | DE60 (1 Wo.)DE | AT33 (1 Wo.)AT | CH26 (1 Wo.)CH | Erstveröffentlichung: 1. April 2021                   |
| als Bojan  |                            | | | |                                                       |
|            |                            | | | |                                                       |
| 2022       | Cataleya Ed1tion           | DE46 (1 Wo.)DE | — | CH56 (1 Wo.)CH | Erstveröffentlichung: 13. Mai 2022 mit Samra & Anonym |

Weitere Alben
- Blaues Wunder (Mixtape, 2013)
- Champions League EP (2016)
- Aslan (Supremos Records, Soulfood, 2016)
- Nordstadt EP (2017)
- Aslan EP (2018)
- Straight Flush EP (2018)

### Singles
| Jahr | Titel Interpretation                                                                        | Höchstplatzierung, Gesamtwochen, AuszeichnungChartplatzierungen (Jahr, Titel, Interpretation, Platzierungen, Wochen, Auszeichnungen, Anmerkungen) | Höchstplatzierung, Gesamtwochen, AuszeichnungChartplatzierungen (Jahr, Titel, Interpretation, Platzierungen, Wochen, Auszeichnungen, Anmerkungen) | Höchstplatzierung, Gesamtwochen, AuszeichnungChartplatzierungen (Jahr, Titel, Interpretation, Platzierungen, Wochen, Auszeichnungen, Anmerkungen) | Anmerkungen                                                    |
| Jahr | Titel Interpretation                                                                        | DE | AT | CH | Anmerkungen                                                    |
| --- | ------------------------------------------------------------------------------------------- | --- | --- | --- | -------------------------------------------------------------- |
| als Play69 |                                                                                             | | | |                                                                |
| |                                                                                             | | | |                                                                |
| 2017 | Banger Imperium Majoe featuring Farid Bang, KC Rebell, Jasko, Summer Cem, 18 Karat & Play69 | DE82 (1 Wo.)DE | — | — |                                                                |
| 2017 | Asozial Mert featuring Play69                                                               | DE97 (1 Wo.)DE | — | — |                                                                |
| 2019 | Kugelsicherer Jugendlicher Play69, Farid Bang & Fler                                        | DE80 (1 Wo.)DE | — | — |                                                                |
| 2020 | Gestern nix heute Star featuring Samra                                                      | DE23 (1 Wo.)DE | AT48 (1 Wo.)AT | CH55 (1 Wo.)CH |                                                                |
| 2021 | Pop Smoke featuring Fero47                                                                  | DE78 (1 Wo.)DE | — | — |                                                                |
| 2021 | Weg von dir featuring Calo                                                                  | DE70 (1 Wo.)DE | — | — |                                                                |
| als Bojan |                                                                                             | | | |                                                                |
| |                                                                                             | | | |                                                                |
| 2021 | Paradies Samra featuring Bojan                                                              | DE12 (4 Wo.)DE | AT30 (1 Wo.)AT | CH20 (2 Wo.)CH |                                                                |
| 2021 | Marlboro Gold                                                                               | DE57 (1 Wo.)DE | — | — |                                                                |
| 2021 | Raffaelo featuring Samra                                                                    | DE26 (2 Wo.)DE | AT54 (1 Wo.)AT | CH42 (1 Wo.)CH |                                                                |
| 2021 | Wolken                                                                                      | DE89 (1 Wo.)DE | — | — |                                                                |
| 2021 | Wohin featuring KC Rebell & Lune                                                            | DE40 (2 Wo.)DE | — | CH72 (1 Wo.)CH |                                                                |
| 2022 | Temperament mit Anonym & Calo                                                               | DE— 1DE | — | — | Erstveröffentlichung: 14. Januar 2022                          |
| 2022 | MVP –                                                                                       | DE26 (1 Wo.)DE | AT63 (1 Wo.)AT | CH46 (1 Wo.)CH | Erstveröffentlichung: 18. Februar 2022 Samra feat. Ano & Bojan |
| 2022 | When I Die –                                                                                | DE54 (1 Wo.)DE | — | — | Erstveröffentlichung: 25. Februar 2022 Samra feat. Ano & Bojan |
| 2022 | Money on My Mind –                                                                          | DE67 (1 Wo.)DE | — | — | Erstveröffentlichung: 18. März 2022 Samra feat. Ano & Bojan    |
| 2022 | Beton –                                                                                     | DE— 2DE | — | — | Erstveröffentlichung: 8. April 2022 mit Anonym                 |
| 2022 | Seele –                                                                                     | DE86 (1 Wo.)DE | — | — | Erstveröffentlichung: 6. Mai 2022 Samra feat. Ano & Bojan      |
| 2022 | Melodie –                                                                                   | DE— 3DE | — | — | Erstveröffentlichung: 23. September 2022                       |
| 2023 | Für sie mit Calo                                                                            | DE— 4DE | — | — | Erstveröffentlichung: 17. Februar 2023                         |
| 2023 | Schwarz                                                                                     | DE93 (1 Wo.)DE | — | — | Erstveröffentlichung: 24. März 2023 feat. Ngee                 |
| 2023 | Sternhimmeldach –                                                                           | DE18 (3 Wo.)DE | AT56 (1 Wo.)AT | CH57 (1 Wo.)CH | Erstveröffentlichung: 13. April 2023 feat. Jamule              |
| 2023 | Nicht verdient –                                                                            | DE97 (1 Wo.)DE | — | — | Erstveröffentlichung: 26. Mai 2023 feat. Milano                |
| 2023 | Ghettokidz –                                                                                | DE93 (1 Wo.)DE | — | — | Erstveröffentlichung: 23. Juni 2023 Samra feat. Bojan          |
| 2023 | Playlist –                                                                                  | DE92 (1 Wo.)DE | — | — | Erstveröffentlichung: 28. September 2023 mit Omar & Ngee       |
| Folgende Lieder erschienen nicht als Single, wurden aber durch das Album zum Download und Streaming bereitgestellt und konnten somit eine Platzierung erlangen: |                                                                                             | | | |                                                                |
| |                                                                                             | | | |                                                                |
| 2022 | Try Again mit Anonym                                                                        | DE— 5DE | — | — | Charteinstieg: 20. Mai 2022                                    |

Weitere Singles
- Mein Testament (2011)
- Ghetto Romantik (2014)
- Seiten auf Null (featuring 18 Karat, 2016)
- Karma (2016)
- Da wo ich bin (2016)
- Engel im Krieg / W.D.B.S.N.W (2016)
- Rockafella (2017)
- 44 Stiche (featuring 18 Karat, 2017)
- Helal Money Gang (featuring Farid Bang, 2017)
- Auf der Straße Gold (2017)
- Damager (2018)
- Mohamed Salah (2018)
- 1 Million (2019)
- Mörder (2019)
- Kugelsicherer Jugendlicher (featuring Farid Bang & Fler, 2019)
- 3NG (mit 18 Karat, Hemso, Hamada & Brecho, 2019)
- Villa (mit Sipo, 2019)
- Spotlight (mit Sipo, 2019)
- ASAP (mit Sipo, 2020)
- Scur Scur (mit Sipo, 2020)
- Gestern nix heute Star (featuring Samra, 2020)
- I’m a Criminal (featuring 18 Karat, 2020; #3 der deutschen Single-Trend-Charts am 18. Dezember 2020[9])
- Usain Bolt (2021)
- Safe (featuring Azad, 2021; #17 der deutschen Single-Trend-Charts am 12. März 2021[10])

Gastbeiträge
- Richtig & falsch von Mert (2015)
- Lila Scheine auf Abstand (Rebell Army EP) von KC Rebell (featuring Jasko und 18 Karat, 2016)
- EWDRG auf Auge des Tigers (Gipfeltreffen EP) von Majoe (featuring Farid Bang, KC Rebell, Jasko, Summer Cem und 18 Karat, 2017)
- Braun grün gelb lila und Mach ma keine Filme auf Pusha von 18 Karat (2017)
- Tam die Gangstas auf Geld Gold Gras von 18 Karat (2018)
- Illegal auf Geld Gold Gras von 18 Karat (2018)
- Brutalität auf Endstufe von Summer Cem (2018)
- Bam Bam von 18 Karat (2018)
- Alpha Omega auf Delikanli von Mert (2018)
- Heycani Var auf Doppel Apfel EP von Mert (2018)
- HME auf der Nurmagomedow EP von Farid Bang (2018)
- Vielleicht auf Baller EP von KC Rebell (2019)